# Louplande

Louplande este o comună în departamentul Sarthe, Franța. În 2009 avea o populație de 1,526 de locuitori.